# Кубинский крапивник
Кубинский крапивник (лат. Ferminia cerverai) — вид птиц из семейства крапивниковых, единственный представитель одноимённого рода (Ferminia). Подвидов не выделяют.

## Распространение
Эндемик Кубы, а точнее — полуострова Сапата в южной части этого острова.

## Описание
Длина тела около 16 см. Птицы окрашены в коричневый цвет, но покрыты чёрными полосками и имеют сероватые нижние части тела. Хвост длинный.

## Биология
Питаются насекомыми, пауками, мелкими улитками, ящерицами и ягодами. Считается, что брачный сезон приходится на период с января по июль.

## Охранный статус
МСОП присвоил виду охранный статус EN.

## История открытия
Вид был описан американским герпетологом Томасом Барбуром, а видовое название присвоено в честь испанца Фермина Занона Серверы. Последний остался на Кубе после Испано-американской войны (1898) и сделался профессиональным натуралистом. Барбур, которого Сервера сопровождал на Кубе ранее, отправил испанца в несколько походов по региону, в котором обитали «странные» птицы, что привело в конце концов к открытию Ferminia cerverai.